# سيولة (اقتصاد)

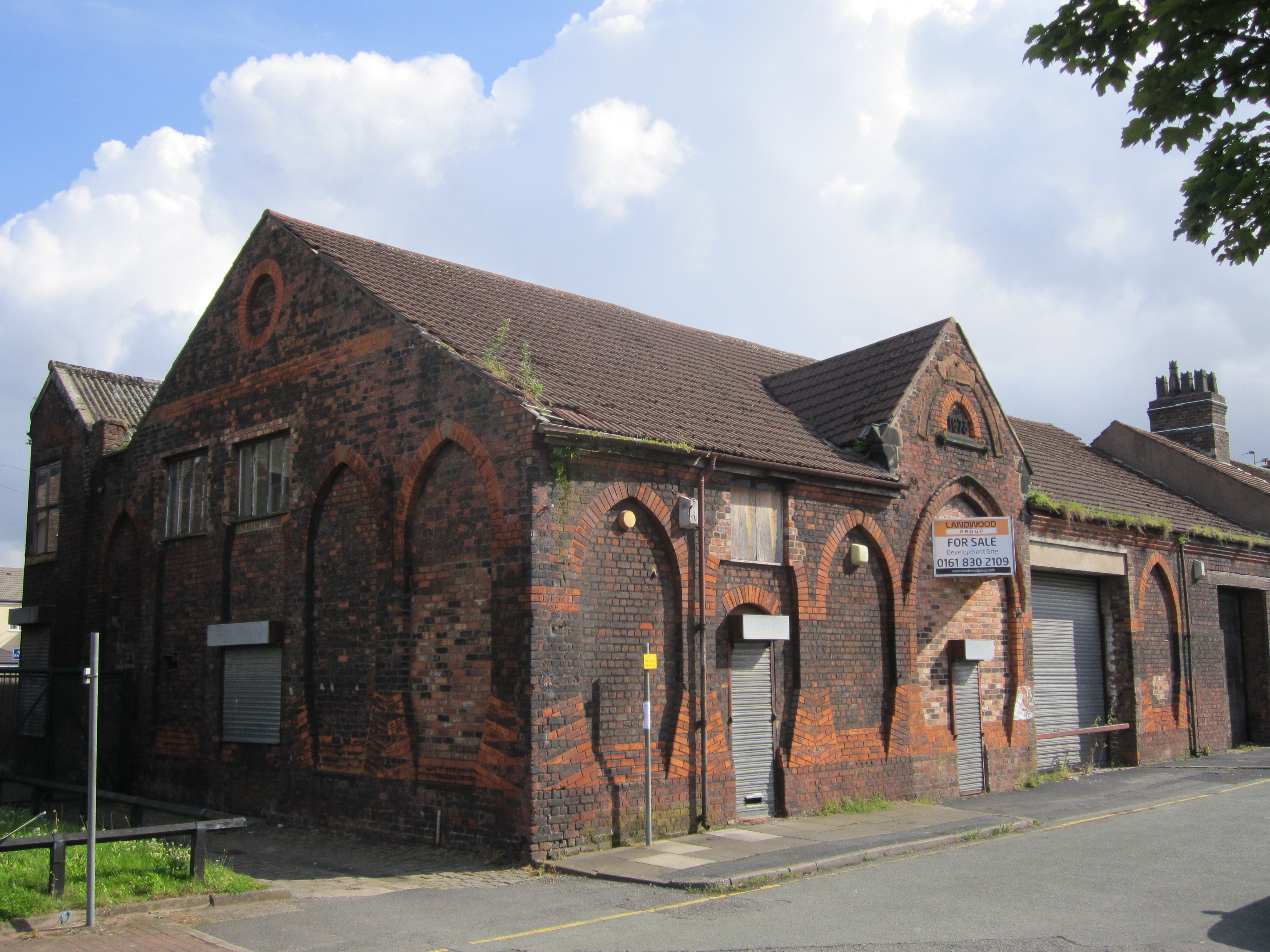

السيولة هي من السهل الممتنع، سهلة في التعريف ولكنها عصية في تحديد درجات السيولة لكل شريحة من الموجودات وتختلف درجة السيولة في الشريحة الواحدة حسب الحجم والوقت وحالة السوق ودرجة التشبع. إلخ؛ كذلك تدخل الحالة النفسية والاجتماعية والسياسية كأحد عوامل درجة السيولة.
السيولة مفهوم مركزي في جميع التعاملات التجارية والمالية؛ لذلك فإن فهم طبيعتها وتقنينها يسهم في سهولة التعامل وإثراء النقاش الاقتصادي حتى ترتفع درجة السيولة في الاقتصاد وتترجم إلى حركة وإيقاع تجاري أعلى لخدمة الاقتصاد والفعاليات الاقتصادية فردياً أو مؤسساتياً.
السيولة تشير إلى الأعمال التجارية على حد سواء لقدرتها على الوفاء بالتزاماتها بالدفع، من حيث امتلاك ما يكفي من الأصول السائلة، على هذه الأصول نفسها.
و يمكن أن تُعرف السيولة أيضا انطلاقا من مفهومين، هما :
1- المفهوم الكمي (STOCK CONCEPT)، الذي ينظر للسيولة من خلال كمية الأصول الممكن تحويلها إلى نقد في وقت ما. واستنادا إلى هذا المفهوم، تقوم السيولة من خلال موازنة الأصول الممكن تحويلها إلى نقد بالاحتياجات ا لسائلة للمصرف.
ويؤخذ على هذا المفهوم ضيقه، لاعتماده في تقويم السيولة على كمية الموجودات القابلة للتحويل إلى نقد، كما يؤخذ عليه إخفاقه في اعتبار السيولة الممكن الحصول عليها من الأسواق المالية، ومن تسديد العملاء لقروضهم وفوائدها.
2- مفهوم التدفق (FLOW CONCEPT)، وهو المفهوم الذي ينظر إلى السيولة على أنها كمية الموجودات القابلة للتحويل إلى نقد، مضافا إليها ما يمكن الحصول عليه من الأسواق المالية، ومن تسديد العملاء لالتزاماتهم تجاه المصرف، سواء على شكل فوائد كان هذه التسديد، أو أقساط قروض.
وانطلاقا من المفهومين السابقين للسيولة، انبثقت لها عدة تعريفات، منها :
1- السيولة : هي أن يكون لديك النقود عندما تحتاج إليها.
2- السيولة : هي القدرة على توفير الأموال بكلفة معقولة لمواجهة الالتزامات عند تحققها.
3- السيولة : هي القدرة على مواجهة المسحوبات من الودائع، ومواجهة الطلب على القروض.
4- السيولة : هي القدرة على تحويل بعض الموجودات إلى نقد جاهز خلال فترة قصيرة دون خسارة.
ويندرج التعريف الأول تحت المفهوم الكمي للسيولة، ويندرج التعريف الثاني تحت مفهوم التدفق، بينما يمكن أن يحقق التعريفان الثالث والرابع مفهومي السيولة معا.

## مخاطر السيولة Liquidity Risk
مخاطر السيولة هي مخاطر أمنية معينة أو أن لا تكون الاصول المتداولة بسرعة كافية في السوق لمنع وقوع الخسارة (أو جعل الربح المطلوب).

## من أسباب مخاطر السيولة
مخاطر السيولة تنشأ من الحالات التي يكون فيها طرف مهتم في الاتجار في سلعة معينة في حين لا يستطيع تسويقها لعدم توفر الطلب على هذه السلعة في الأسواق التجارية. مخاطر السيولة تكتسب أهمية خاصة للأطراف الذين هم على وشك أن يعقدوا حاليا عقد أو أصل من الأصول، لأنه يؤثر على قدرتها على التجارة.

## أنواع نسب السيولة
- النسبة السريعة.
- النسبة النقدية.
- النسبة الجارية أو نسبة التداول.[4]

## مصطلحات أخرى مرافقة للسيولة وهي
1. السيولة المظلمة Dark liquidity:وهي العمليات التي تحدث خارج التبادل وبالتالي فهي غير مرئية للمستثمرين حتى بعد اكتمال المعاملة. فإنه لا يسهم في اكتشاف السعر العام.
2. نسبة السيولة Liquidity Ratio: فئة من المقاييس المالية التي يتم استخدامها لتحديد قدرة الشركة على سداد ما عليها من ديون قصيرة الأجل حيث الالتزامات.